# لورانس دبليو. جينينغز
لورانس دبليو. جينينغز (بالإنجليزية: Lawrence W. Jennings)‏ هو مدرب خيول أمريكي، ولد في 4 أكتوبر 1917 في بالتيمور في الولايات المتحدة، وتوفي في 6 يوليو 1992 بسبب سرطان.